# (19137) Copiapó
(19137) Copiapó, désignation internationale (19137) Copiapo, est un astéroïde de la ceinture principale.

## Description
(19137) Copiapo est un astéroïde de la ceinture principale. Il fut découvert le 4 février 1989 à La Silla par Eric Walter Elst. Il présente une orbite caractérisée par un demi-grand axe de 2,54 UA, une excentricité de 0,16 et une inclinaison de 8,8° par rapport à l'écliptique.

## Compléments